# Heteralonia suffusa
Heteralonia suffusa är en tvåvingeart som först beskrevs av Johann Christoph Friedrich Klug 1832.  Heteralonia suffusa ingår i släktet Heteralonia och familjen svävflugor. Inga underarter finns listade i Catalogue of Life.